# La Gitane de Grenade
Pour plus de détails, voir Fiche technique et Distribution.
La Gitane de Grenade (La virgen gitana) est un film espagnol réalisé par Ramón Torrado, sorti en 1951.

## Fiche technique
- Titre : La Gitane de Grenade
- Titre original : La virgen gitana
- Réalisation : Ramón Torrado
- Scénario : Francisco Naranjo et Ramón Torrado (non crédité)
- Musique : Jesús García Leoz
- Photographie : Manuel Berenguer
- Montage : Antonio Cánovas
- Production : Saturnino Huguet
- Société de production : Selecciones Capitolio
- Pays :  Espagne
- Genre : Comédie dramatique et film musical
- Durée : 92 minutes
- Dates de sortie : 
  - Espagne : 26 février 1951
  - France : 14 janvier 1953

## Distribution
- Paquita Rico : Carmen
- Alfredo Mayo : Eduardo Miranda
- Lina Yegros : Cristina Álvarez de Miranda
- Lola Ramos : Reyes
- Alfonso Estela : Vicente
- Félix Fernández : Miguel
- Modesto Cid : Agustín
- María Severini : Antonia

## Distinctions
Le film a été présenté en sélection officielle en compétition au Festival de Cannes 1951.